# Brezoaia, Ștefan Vodă
Brezoaia este un sat din raionul Ștefan Vodă, Republica Moldova.

## Demografie

### Structura etnică
Structura etnică a localității conform recensământului populației din 2004:
| Grup etnic                                               | Populație | % Procentaj  |
| -------------------------------------------------------- | --------- | ------------ |
| Ucraineni                                                | 853       | 82,42%       |
| Băștinași declarați Moldoveni Băștinași declarați Români | 111 1     | 10,72% 0,10% |
| Ruși                                                     | 55        | 5,31%        |
| Găgăuzi                                                  | 5         | 0,48%        |
| Țigani                                                   | 1         | 0,10%        |
| Bulgari                                                  | 1         | 0,10%        |
| Alții                                                    | 8         | 0,77%        |
| Total                                                    | 1035      |              |

## Administrație și politică
Componența Consiliului local Brezoaia (9 consilieri), ales la 5 noiembrie 2023, este următoarea:
|  | Partid                                       | Consilieri | Componență | Componență | Componență | Componență | Componență | Componență | Componență | Componență |
|  | -------------------------------------------- | ---------- | ---------- | ---------- | ---------- | ---------- | ---------- | ---------- | ---------- | ---------- |
|  | Partidul Socialiștilor din Republica Moldova | 8          |            |            |            |            |            |            |            |            |
|  | Candidat independent VEACESLAV SNEGUR        | 1          |            |            |            |            |            |            |            |            |